# Sint-Theresiakapel (Westende)

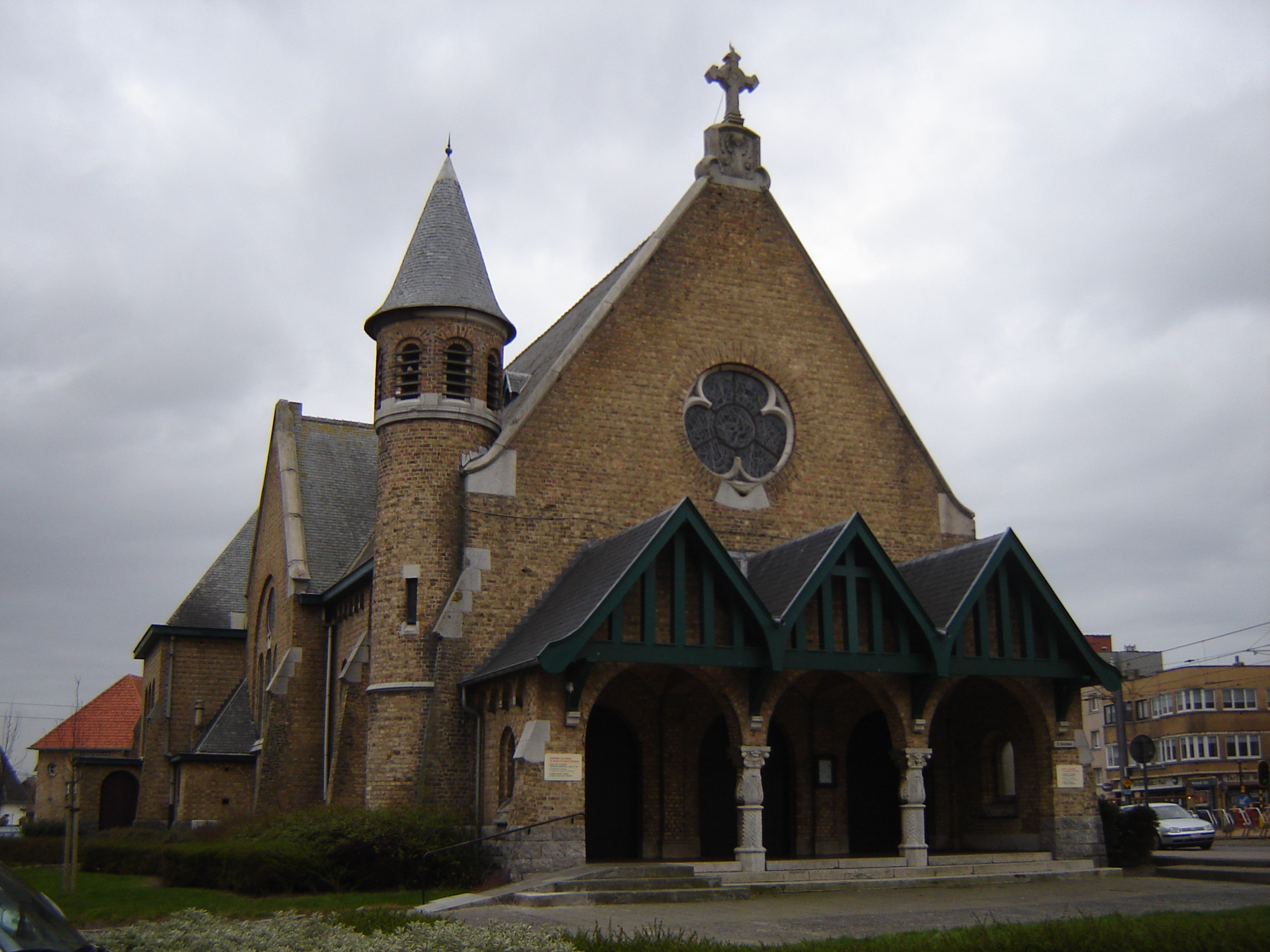
Sint-Theresiakapel

De Sint-Theresiakapel is een hulpkerk in de tot de West-Vlaamse gemeente Middelkerke behorende plaats Westende, gelegen aan de Badenlaan.

## Geschiedenis
In 1912 was er al een kapel in Westende-Bad, ten behoeve van het snel toenemend aantal badgasten. De huidige kapel, feitelijk een kerkgebouw, werd, op een iets andere plaats, gebouwd in 1930 naar ontwerp van Victor Rubbers. In de jaren '50 van de 20e eeuw werd de kerk nog verlengd naar ontwerp van H. Dinnewet.

## Gebouw
Het betreft een bakstenen driebeukige kruiskerk met pseudotransept, gebouwd in historiserende stijl. De kerk is niet georiënteerd. Het toegangsportaal wordt geflankeerd door een ronde traptoren, tevens klokkentoren.
De glas-in-loodramen zijn van 1960.